# Adelius angustus
Adelius angustus är en stekelart som först beskrevs av Papp 1997.  Adelius angustus ingår i släktet Adelius och familjen bracksteklar. Inga underarter finns listade i Catalogue of Life.